# Niederwiera
Niederwiera ist ein Ortsteil von Oberwiera im Landkreis Zwickau (Freistaat Sachsen) an der Grenze zu Thüringen. Bis 1956 gehörte der Ort zu Thüringen. Die Gemeinde Niederwiera mit ihrem am 1. Juli 1950 eingemeindeten Ortsteil Röhrsdorf wurde am 1. März 1964 nach Oberwiera eingemeindet.

## Geografie

### Geografische Lage
Niederwiera liegt im nördlichen Gemeindegebiet von Oberwiera. Durch den Ort fließt die  Wiera, ein Nebenfluss der Pleiße.
Im Norden grenzt Niederwiera an den Freistaat Thüringen (Altenburger Land). Vor 1950 war die Situation umgekehrt: Das thüringische Niederwiera war damals im Norden, Westen und Süden von sächsischen Orten umgeben. Da die sächsischen Orte im Norden im Jahr 1952 zu Thüringen kamen und die Gemeinde Niedewiera 1957 zu Sachsen, hat sich die Landesgrenze in diesem Bereich stark verändert.

### Nachbarorte
|         | Gähsnitz                                    |             |
| Harthau | Kompassrose, die auf Nachbargemeinden zeigt | Röhrsdorf   |
|         | Oberwiera                                   | Wickersdorf |

## Geschichte

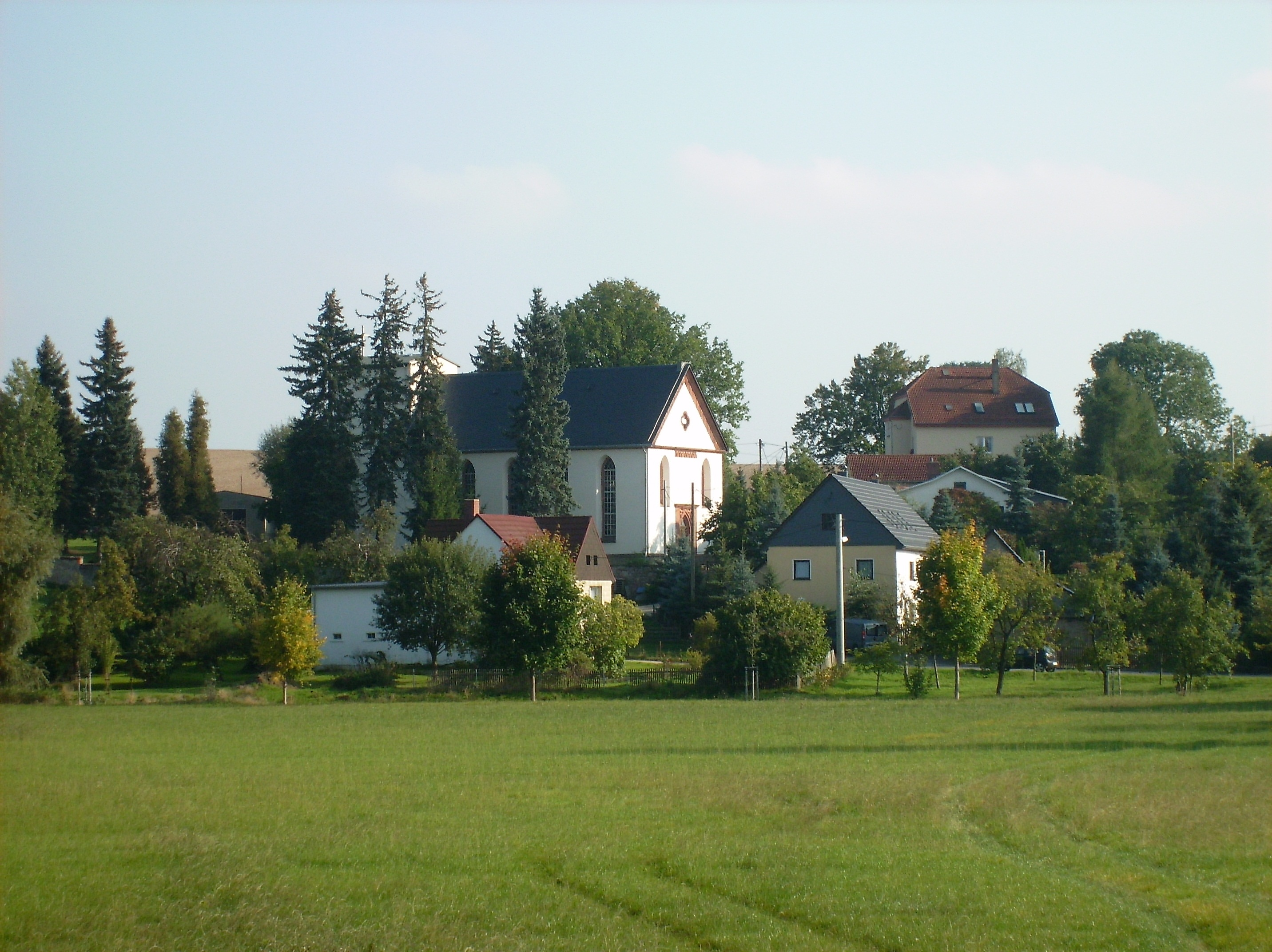
Kirche von Niederwiera

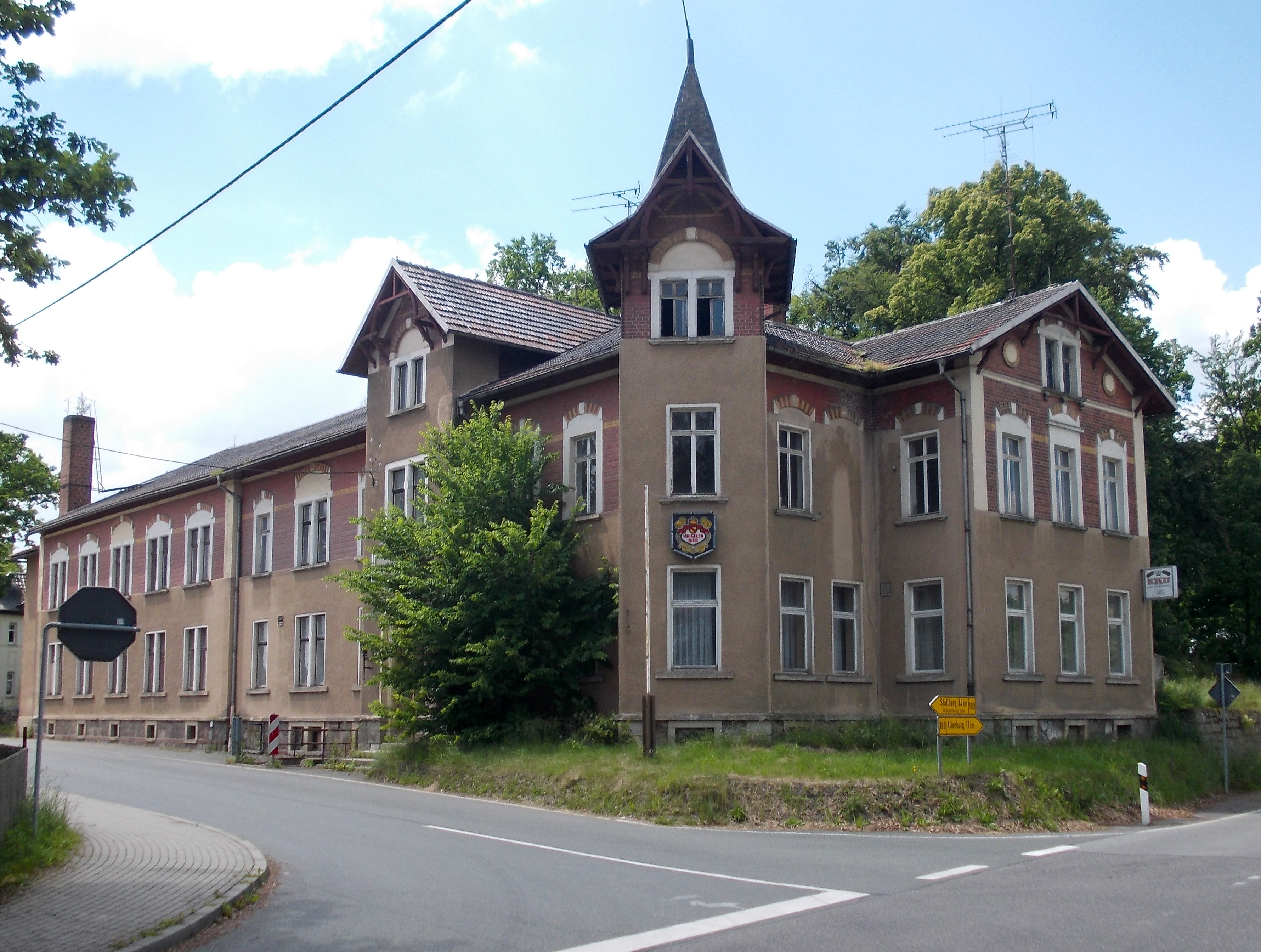
Gasthof in Niederwiera

Das Platzdorf Niederwiera wurde im Jahr 1336 erstmals urkundlich als „Wira“ bzw. „Wyra“ erwähnt. Bereits im Jahr 1279 wurde ein „Witego plebanus in Wiera“ genannt, welcher sich vermutlich auf den Nachbarort Oberwiera bezieht. Niederwiera gehörte wie sein Nachbarort Röhrsdorf ursprünglich zu dem im Altenburger Land liegenden Besitz des Klosters Grünhain im Westerzgebirge. Die Kirche von Niederwiera wurde in der Gründungszeit von Niederwiera erbaut. Zur Parochie Niederwiera gehörten die Orte Niederwiera, Röhrsdorf, Harthau, Heiersdorf, Wickersdorf (altenburg. Anteil), Gähsnitz/Jesenitz (altenburg. Anteil) und die Tochterkirche in Neukirchen, die im sächsischen Anteil des Orts lag.
Niederwiera gehörte im Gegensatz zum schönburgischen Oberwiera zum wettinischen Amt Altenburg, welches ab dem 16. Jahrhundert aufgrund mehrerer Teilungen im Lauf seines Bestehens unter der Hoheit folgender Ernestinischer Herzogtümer stand: Herzogtum Sachsen (1554 bis 1572), Herzogtum Sachsen-Weimar (1572 bis 1603), Herzogtum Sachsen-Altenburg (1603 bis 1672), Herzogtum Sachsen-Gotha-Altenburg (1672 bis 1826). Bei der Neuordnung der Ernestinischen Herzogtümer im Jahr 1826 kam Niederwiera wiederum zum Herzogtum Sachsen-Altenburg. Nach der Verwaltungsreform im Herzogtum gehörte der um 1895 171 Einwohner zählende Ort bezüglich der Verwaltung zum Ostkreis (bis 1900) bzw. zum Landratsamt Altenburg (ab 1900). Niederwiera gehörte ab 1918 zum Freistaat Sachsen-Altenburg, der 1920 im Land Thüringen aufging. 1922 kam der Ort zum Landkreis Altenburg. Im Gegensatz zu den drei heutigen Oberwieraer Ortsteilen, die bis 1928 zwischen Sachsen und Thüringen geteilt waren, verblieb das komplett thüringische Niederwiera wie auch sein Nachbarort Röhrsdorf von dem im Jahr 1928 erfolgten Gebietsaustausch und der Grenzbereinigung zwischen dem Freistaat Sachsen und dem Land Thüringen unberührt.
Am 1. Juli 1950 wurde Röhrsdorf nach Niederwiera eingemeindet. Auch nach der zweiten Kreisreform in der DDR im Jahr 1952 verblieb die Gemeinde Niederwiera mit ihrem Ortsteil Röhrsdorf beim Kreis Altenburg im Bezirk Leipzig. Erst am 1. Januar 1957 erfolgte die Umgliederung der Gemeinde in den Kreis Glauchau im Bezirk Karl-Marx-Stadt, wodurch die historische Zugehörigkeit zum thüringischen Altenburger Land endete. Auch kirchlich gehört die einst altenburgische Kirchgemeinde von Niederwiera heute zur Evangelisch-Lutherischen Landeskirche Sachsens. In den 1970er Jahren konnte nur mit dem Abriss der Turmhaube einer größeren Beschädigung der Kirche vorgebeugt werden.
Am 1. März 1964 wurde die Gemeinde Niederwiera mit ihrem Ortsteil Röhrsdorf gemeinsam mit Wickersdorf in die Gemeinde Oberwiera eingegliedert. Daher stellt Niederwiera im Wappen der Gemeinde nun eine der sechs Ähren dar. Als Ortsteil der Gemeinde Oberwiera kam Niederwiera im Jahr 1990 zum sächsischen Landkreis Glauchau, der 1994 im Landkreis Chemnitzer Land bzw. 2008 im Landkreis Zwickau aufging.

## Sehenswürdigkeiten
- Allerheiligenkirche Niederwiera
- Park neben dem Gasthof Niederwiera mit einer kleinen Bühne und überdachten hölzernen Parkbänken, die den Namen zahlreicher Tiere tragen.